# Червеностъблена манатарка
Червеностъблената манатарка (Boletus erythropus) е вид базидиева гъба от род Манатарка често срещана в България в широколистни (предимно дъбови) и иглолистни гори от пролет до късна есен.

## Характерни белези
- Гугла:

Горната част е матова, оцветена кафява или тъмно кафява с жълтеникави нюанси, и избледнява с растеж и възраст. Оцветяването показва огромни вариации. При допир е финомъхеста и суха. Отначало е сплескана но бързо пораства и става едра и дебеломесеста.
- Месо:

Жълтеникаво или бледо-жълто преди бързото окисляване при наличието на въздух. Тогава то приема тъмносин цвят. Този син цвят се премахва с добавката на разтвор от амоняк или изпарения на амоняк и се възвръща жълтеникавият цвят на месото. За няколко минути амонякът оцветява месото бледо кафяво.
Плътното месо няма определим вкус.
- Тръбички:

Отначало лимонено-жълти но скоро биват оранжеви и ярко червени. При най-старите екземпляри цветът избледнява. Доста са ситни и при нараняване се обагрят като останалото месо.
- Споров прашец:

Кафяв или тъмно маслинено зелен.
- Пънче:

Широко, дебеломесесто и жилаво, често бухалковидно. Повърхността е жълта и червеникава като основата е най-тъмно чевена, и е фино покрито с тъмни точици.

## Събиране, съхранение и използване в кулинарията
В прясно състояние гъбата е слабо отровна и именно поради това особен интерес към нея няма. Известно е, че след изваряване и продължително готвене (като се премахват крайните води) става годна за ядене. Безвкусието ѝ също така не помага. Въпреки това гъбата е дебеломесеста, плододава обилно, и не се напада от ларви на насекоми което я прави добър заместител на другите ядливи манатарки, като се използва по същите начини но само след гореописаната обработка.

## Двойници
Често тази гъба се възприема погрешно като силно отровна „дяволска гъба.“ Истинската дяволска гъба (B. satanas) се различава по бледият цвят на гуглата, напълно алено-червеното пънче и сравнително слабото посиняване на месото.
Огнената манатарка (B. luridus) се различава почти само със стъблената окраска. При нея вместо точици е разпространена мрежовидна шарка.